# Криничное (Никольский район)
Крини́чное (укр. Криничне; до 2016 г. — Октя́брьское) — село на Украине, находится в Никольском районе Донецкой области.
Код КОАТУУ — 1421787002. Население по переписи 2001 года составляет 269 человек. Почтовый индекс — 87050. Телефонный код — 6246.

## Адрес местного совета
87050, Донецкая область, Никольский р-н, с. Тополиное, ул. Школьная, 11, 2-61-31